# Kazaam
Kazaam es una película estadounidense de 1996 dirigida por Paul Michael Glaser. Fue protagonizada por Shaquille O'Neal, Francis Capra, Ally Walker, James Acheson, John Costelloe, Marshall Manesh, Efren Ramirez, Da Brat, Jake Glaser, Deidre Roper y Fawn Reed. La película se estrenó el 17 de julio de 1996 en Estados Unidos.

## Sinopsis
Huyendo de una banda callejera, un niño llamado Max (Francis Capra) se esconde en un edificio abandonado donde accidentalmente libera a Kazaam (Shaquille O'Neal), un genio. Pero su vieja magia parece no funcionar. Cuando por fin recupera sus poderes, da comienzo una arrollada sucesión de trucos deslumbrantes.

## Argumento
En la historia, una bola de demolición derriba un edificio abandonado, provocando que una lámpara mágica en su interior caiga sobre un boombox. El genio que está dentro, llamado Kazaam, decide residir en el boombox. Mientras tanto, un niño de 12 años llamado Max Conner va a la escuela y enfrenta varios desafíos. Se enfrenta a matones que toman represalias contra él por un intento fallido de robo. Max busca refugio en el edificio abandonado y accidentalmente libera a Kazaam del boombox. Kazaam se convierte en el genio de Max y demuestra sus poderes antes de desaparecer.
Max se fija en su padre durante su viaje a casa y descubre que su madre planea casarse con un bombero llamado Travis O'Neil. Max está resentido con Travis y se enfrenta a su madre por ocultar la verdad sobre el paradero de su verdadero padre. Decidido a encontrar a su padre, Max se reencuentra con Kazaam, quien lo molesta para que pida un deseo. Max finalmente se reúne con su padre, Nick Matteo, un agente de talentos musicales involucrado en música no autorizada. Aunque a Max inicialmente no le importa la profesión de su padre, está feliz de verlo y le presentan a los empleados de la agencia de Nick.
Max comparte la noticia con Kazaam y tienen una carrera de bicicletas en el escondite de Max, donde Kazaam muestra sus poderes. Kazaam convence a Max para que pida su primer deseo, lo que hace que comida chatarra llueva del cielo. Max se da cuenta de que tiene control sobre Kazaam hasta que utiliza sus dos últimos deseos. Visitan nuevamente al padre de Max y asisten a un espectáculo donde las habilidades de genio de Kazaam impresionan a Malik, el dueño del club nocturno que desea controlar a Kazaam.
Kazaam se queda en casa de Max, haciéndose pasar por su tutor. Max le cuenta a Kazaam su tensa relación con su padre, y Kazaam le cuenta algo sobre sus propios orígenes como genio. Max intenta desear que sus padres reaviven su amor, pero Kazaam no puede conceder este deseo ya que no es un djinn.
Más tarde, Max es testigo del ataque de su padre por Malik y sus sicarios por una cinta maestra Mastering robada, en la que Max fue presionado por sus matones.  Max busca la ayuda de Kazaam, quien duda debido a su nuevo éxito como rapero. Max usa su segundo deseo para conjurar una cinta de reemplazo, lo que provoca una ruptura entre él y Kazaam. El padre de Max lo confronta por la cinta robada, lo que lleva a su separación.
Esa noche, Max es secuestrado por Malik, quien toma el control del radiocasete de Kazaam. El padre de Max también está cautivo. Malik obliga a Kazaam a cumplir sus órdenes, pero Kazaam se libera y derrota a Malik y sus secuaces. Kazaam transforma a Malik en una pelota de baloncesto y lo arroja a un triturador de basura. Sin embargo, Kazaam descubre el cuerpo sin vida de Max y lamenta no haber podido cumplir el deseo de Max de tener una segunda oportunidad con su padre.
En su dolor, Kazaam se convierte en un djinn, lo que le otorga el poder de devolverle la vida al padre de Max. Kazaam salva a Max y lo saca del edificio en llamas, donde Travis los rescata. El padre de Max expresa su deseo de reconstruir su relación antes de irse con las autoridades. Kazaam, ahora un djinn, se aleja, enfrentándose a la alegre molestia de su nueva novia, quien lo presiona para que consiga un trabajo, sin ser consciente del concepto de trabajo. Max observa a Kazaam alejarse con una sonrisa.

## Reparto
- Shaquille O'Neal - Kazaam
- Francis Capra - Max Connor
- Ally Walker - Alice Connor
- James Acheson - Nick Matteo
- John Costelloe - Travis
- Marshall Manesh - Malik
- Efren Ramirez - Carlos
- Da Brat - El mismo
- Jake Glaser - Jake
- Deidre Roper - Spinderella
- Fawn Reed - Asia Moon

- Datos: Q3137753